# Бракнел
Бракнел (енгл. Bracknell) је град у Уједињеном Краљевству у Енглеској. Према процени из 2007. у граду је живело 78.763 становника.

## Становништво
Према процени, у граду је 2008. живело 78.763 становника.
| 1981.  | 1991.  | 2001.  |
| ------ | ------ | ------ |
| 52.257 | 60.895 | 70.795 |